# Juana Guare
Juana Guare o Juana de Guare va ser una cacic daulenya que va lluitar contra l'explotació indígena.

## Biografia
Va heretar el cacicat en el segle XVII i cap a 1690 era propietària del lloc que es coneixia com el Junquillal, a l'Equador.
Com a cacic va defensar els drets dels seus germans de raça. Les seves fermes protestes s'aixecaven en contra dels abusos que cometien els membres del clergat espanyol que explotaven, pel seu benefici i enriquiment personal, als indígenes. A causa de les decidides gestions de Juana Guare, les autoritats van emetre una ordre que impedia a tots els alcaldes i cacics de província l'explotació dels indis.

## Reconeixements
A la província de Los Ríos es va denominar una parròquia amb el nom "Guare" en honor a Juana per la seva influència del caciquisme indígena.
La Fundación María Guare, que va ser creada per a lluitar per la igualtat de gènere i fer costat la dona en casos de violència i abús sexual, psicològic, etc; va ser nomenada en el seu honor. La fundació té una trajectòria de més de 25 anys i està conformada per dones professionals i mestresses de casa.